# Art textile des peuples autochtones d'Amérique

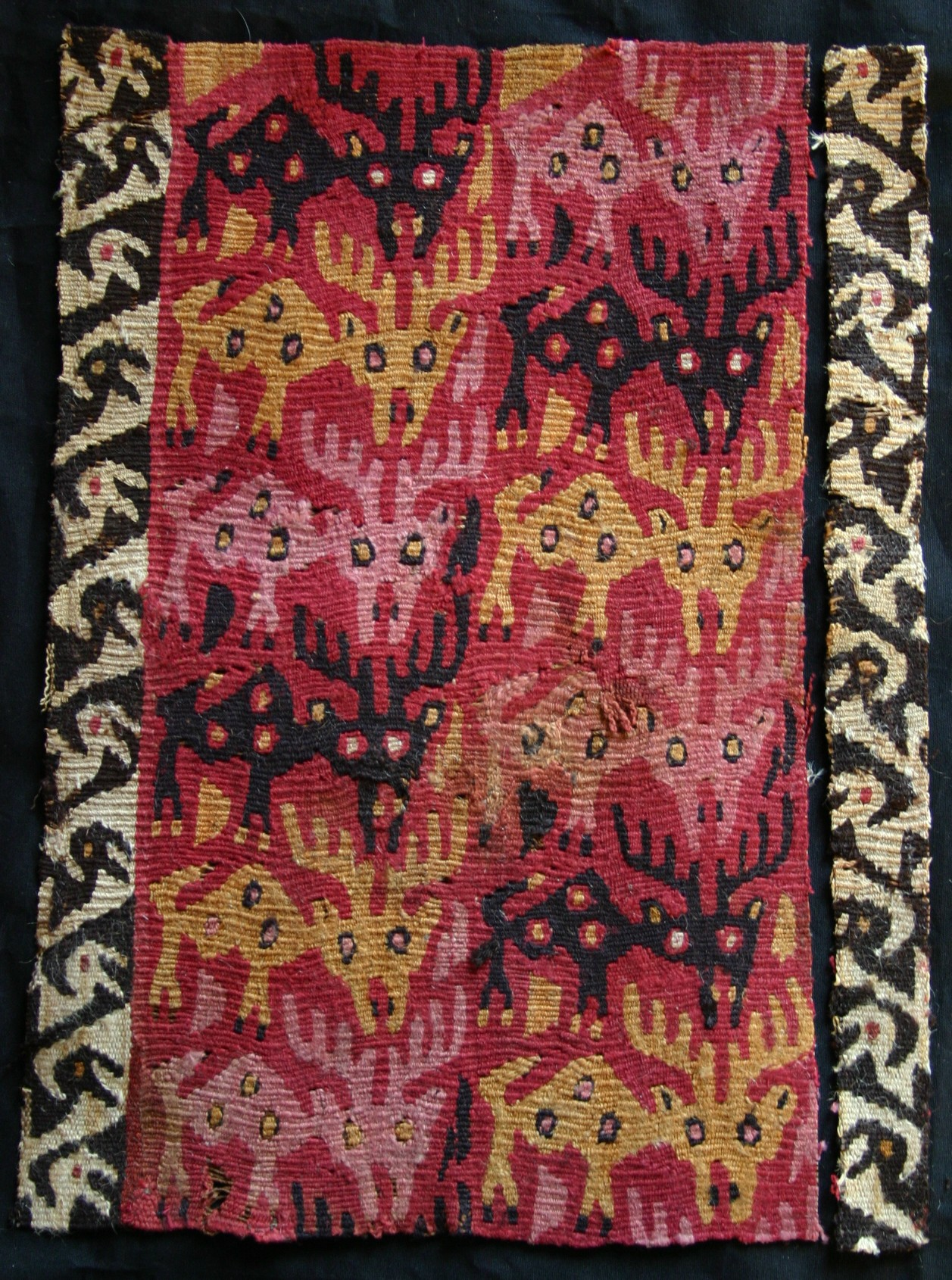
Tapisserie culturelle de Chancay présentant des cerfs, 1000-1450 de notre ère, musée de Lombards.

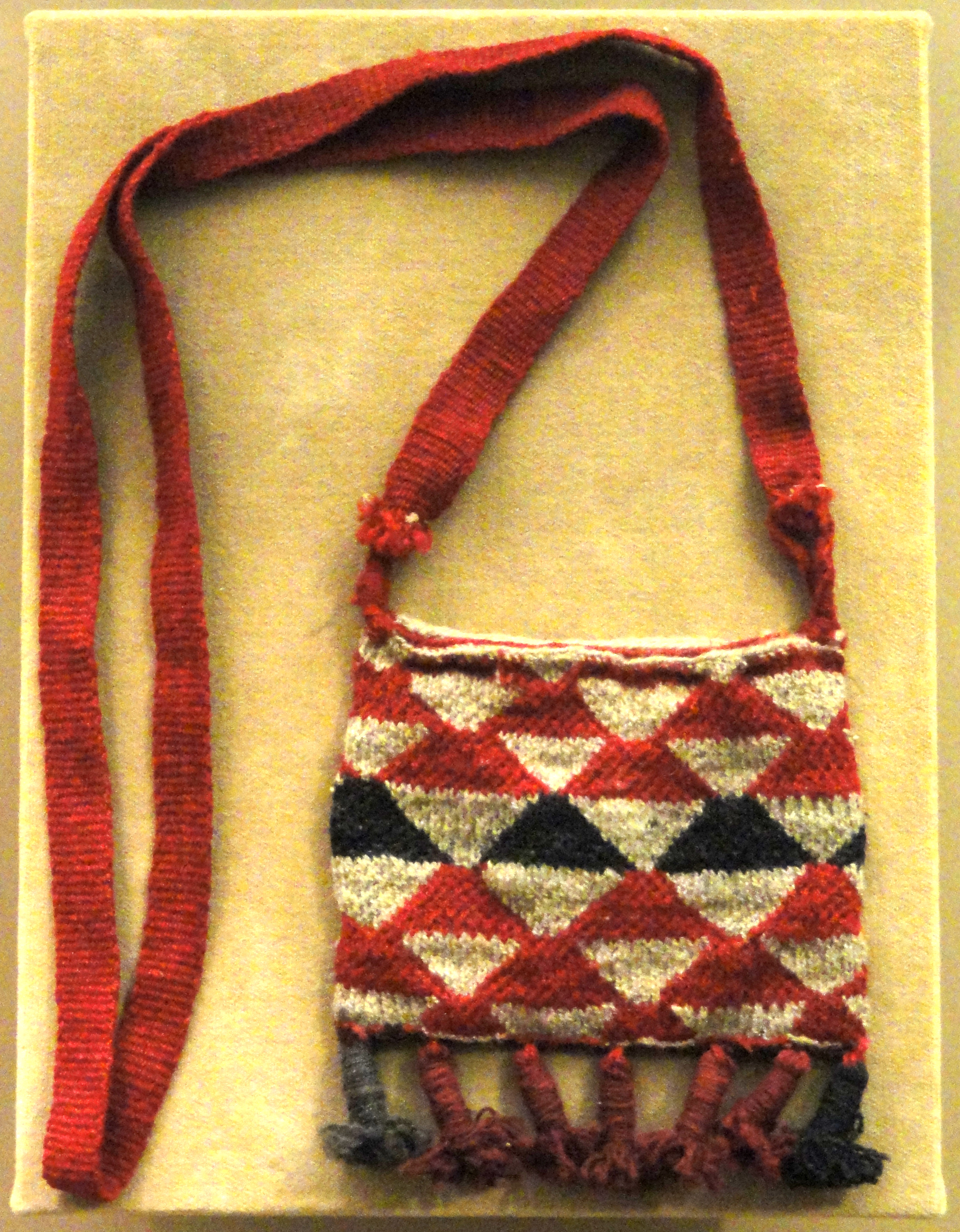
Pochette textile Nivaclé, collection de l' AMNH.

Les arts textiles des peuples autochtones des Amériques sont des œuvres décoratives, utilitaires, cérémoniales ou conceptuelles fabriquées à partir de fibres végétales, animales (en) ou synthétiques par des peuples autochtones d'Amérique.
Les arts textiles et de la fibre comprennent des tissus faits de matériaux tissés souples, comme le feutre, le papier d'amate, le tricot, la broderie, l'art plumaire, la couture de la peau, le perlage (en), et d'autres supports similaires. Les arts textiles sont l’une des premières industries connues. La vannerie est associée aux arts textiles.
Alors que les êtres humains ont créé des textiles depuis l'aube de la culture, beaucoup sont fragiles et se désintègrent rapidement. Les textiles anciens ne sont préservés que dans des conditions environnementales particulières. Les textiles les plus anciens connus sur le continent américain sont des fibres anciennes trouvées dans la grotte de Guitarrero au Pérou, datant de 10 000 à 9 080 ans avant Jésus-Christ.
Les textiles les plus anciens connus en Amérique du Nord sont des tissus en ficelle et en toile conservés dans un bassin de tourbe situé sur le site archéologique de Windover en Floride, le plus ancien datant de 6 000 ans avant notre ère.

## Régions culturelles

### Andes

Un enregistreur de quipu inca ou de textile.

Comme mentionné précédemment, des fragments de corde et de textiles datant d'il y a 12 100 à 11 080 ans sont découverts dans la grotte de Guitarrero au Pérou. En raison des conditions extrêmement sèches du sable du désert, des textiles tressés de la civilisation du Norte Chico au Pérou ont survécu, datant de 2 500-1 800 avant Jésus-Christ. Le coton et la laine d'alpaga, de lamas et de vigognes sont tissés en textiles élaborés pendant des milliers d'années dans les Andes et font toujours partie intégrante de la culture quechua et aymara. Coroma, dans la province d'Antonio Quijarro, en Bolivie, est un centre important pour la production de textiles de cérémonie. Un ancien Aymara de Coroma déclare : « Dans nos tissages sacrés il y a des expressions de notre philosophie et du fondement de notre organisation sociale... Les tissages sacrés sont également importants pour différencier une communauté ou un groupe ethnique d'un groupe voisin. ».  Les aguayos (en) sont des vêtements tissés à partir de fibres de camélidés aux motifs géométriques que les femmes andines portent et utilisent pour transporter des bébés ou des marchandises.

### Circum-Caribbean

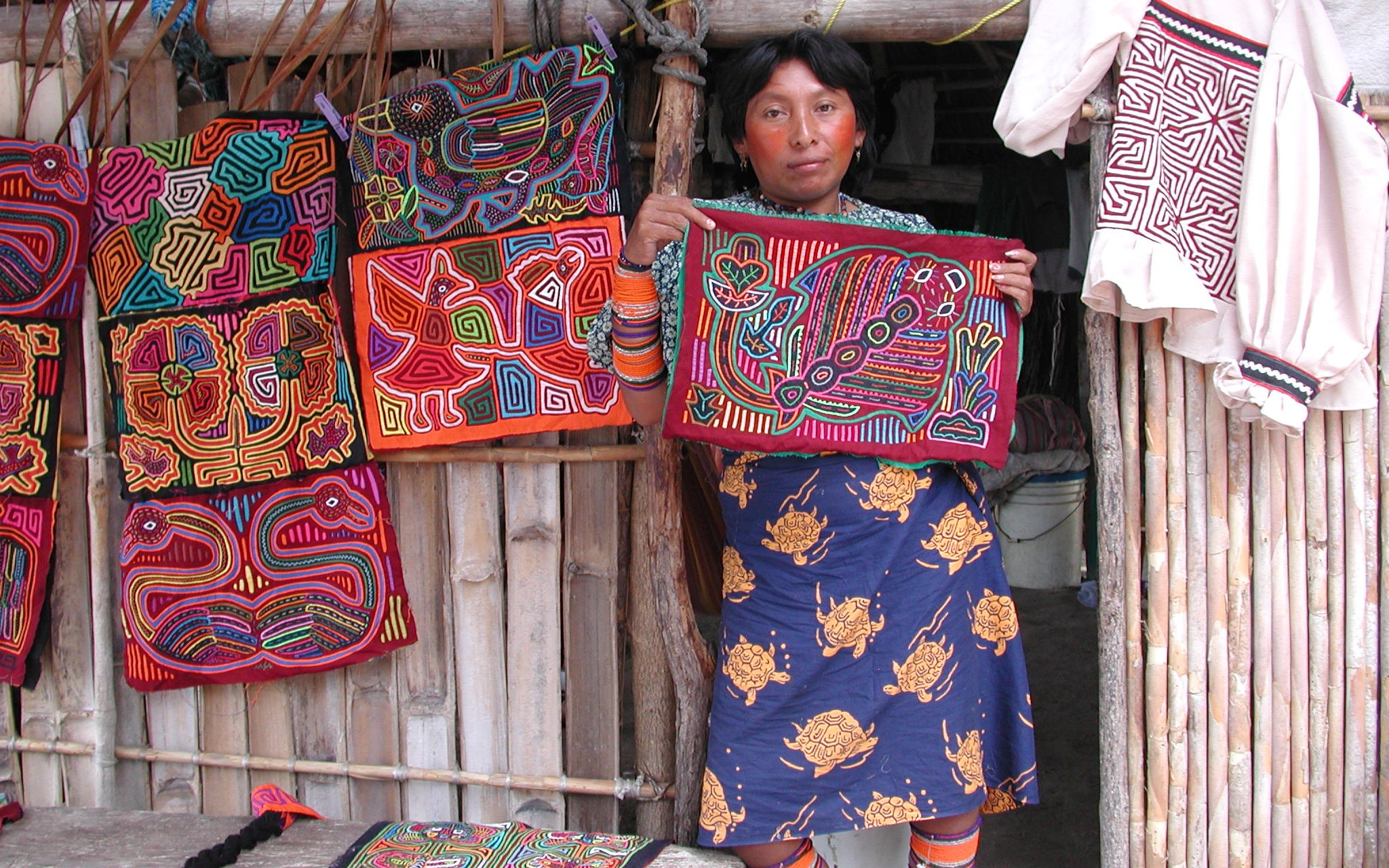
Femme Kuna avec des molas, archipel de San Blas, Panama.

Les membres de la tribu Kuna du Panama et de la Colombie sont célèbres pour leurs molas, des panneaux en coton aux motifs géométriques élaborés, créés par une technique d’appliqué inversé. Les dessins ont pour origine les motifs traditionnels de peinture sur la peau, mais présentent aujourd'hui un large éventail d'influences, notamment la culture pop. Deux panneaux de mola forment un chemisier. Lorsqu'une femme kuna ne veut plus d'un chemisier, elle peut le désassembler et vendre les molas à des collectionneurs d'art.

### Mésoamérique
Les femmes mayas ont tissé du coton avec des lanières dorsales pendant des siècles, créant des articles tels que des huipils ou des chemisiers traditionnels. Les textiles élaborés des Mayas comprennent des représentations d'animaux, de plantes et de personnages de l'histoire orale. De nos jours, le tissage est à la fois une forme d'art et une source de revenus. L'organisation de collectifs de tissage permet aux femmes mayas de gagner plus d’argent pour leur travail et d’accroître considérablement la portée des textiles mayas dans le monde.

### Forêts du sud-est
Des morceaux de tissu vieux de 7 000 à 8 000 ans sont découverts lors d'inhumations au site archéologique de Windover en Floride. Les sépultures sont dans un bassin de tourbe. Le tissu s'était transformé en tourbe, mais sont toujours identifiable. De nombreux corps sur le site sont enveloppés dans du tissu avant l'enterrement. Quatre-vingt-sept morceaux de tissu sont trouvés, associés à 37 sépultures. Les chercheurs identifient sept tissus différents. Un type de tissu avait 26 brins par pouce (10 brins par centimètre). Il y a aussi des armures utilisant des trames à deux et trois brins. Un sac rond en ficelle est trouvé, ainsi que des nattes. Le fil est probablement fabriqué à partir de feuilles de palmier. Le chou palmiste, le palmier de Floride et le palier sont communs dans la région et l'auraient été il y a 8 000 ans,.

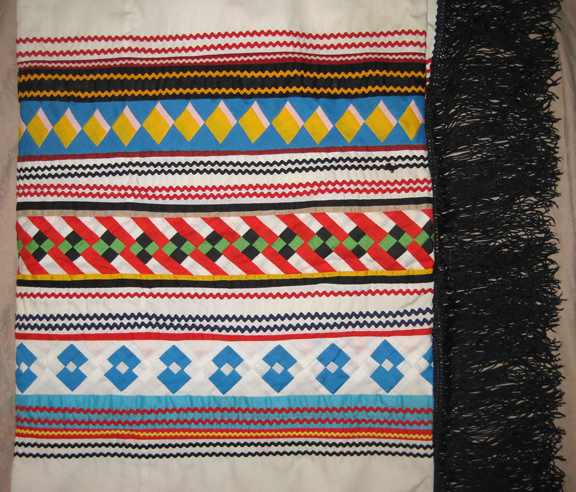
Châle Séminole en patchwork fabriqué par Susie Cypress de la réserve indienne de Big Cypress, Années 1980.

Les couturières séminoles, après avoir accès à des machines à coudre à la fin du XIXe siècle et au début du XXe siècle, inventent une tradition élaborée du patchwork d’appliqués. Le patchwork séminole, pour lequel la tribu est connue de nos jours, est devenu florissant dans les années  1920.

### Forêts du nord-est
Les tribus des Grands Lacs et des Prairies sont connues pour leurs rubans, trouvés sur leurs vêtements et leurs couvertures. Des bandes de rubans de soie sont coupées et appliquées en couches, créant des motifs définis par un espace négatif. Les couleurs et les dessins peuvent refléter le clan ou le sexe du porteur. Le pow-wow et les autres costumes de danse de ces tribus sont souvent ornés de rubans. Ces tribus sont également connues pour leurs ceintures tissées à la main,.
Parmi les artistes textiles contemporains expérimentaux, citons Martha Gradolf (Ho-Chunk), dont le travail aborde les injustices historiques contre les peuples autochtones et Marie Watt (Sénécas), qui crée des installations et des œuvres d'art interactives à l'aide de couvertures comme métaphore.

### Oasisamérique
Les hommes Pueblos tissent avec du coton sur des métiers à tisser verticaux. Leurs mantas et leurs écharpes sont généralement faites pour un usage cérémonial pour la communauté, pas pour les collectionneurs extérieurs.
Les tapis Navajo sont aujourd'hui tissés par des femmes Navajo à partir du mouton Navajo-Churro ou de laine commerciale. Les dessins peuvent être picturaux ou abstraits, basés sur des dessins traditionnels Navajo, espagnols, orientaux ou persans. Clara Sherman (en) et Hosteen Klah (en), cofondateurs du Wheelwright Museum of the American Indian, comptent parmi les tisseurs Navajo du XXe siècle.
Valencia, Joseph et Ramona Sakiestewa (Hopi) et Melissa Cody (Navajo) explorent des abstractions non représentatives et utilisent des matériaux expérimentaux pour leur tissage.

### Côte nord-ouest

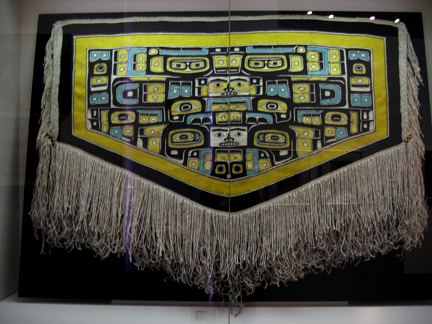
Couverture Chilkat dans la collection du Musée du Nord de l'université de l'Alaska, Fairbanks, Alaska

Les textiles traditionnels des tribus de la côte nord-ouest connaissent un renouveau spectaculaire. Le tissage de chilkat (en) et le tissage de queues de corbeau sont considérés comme l'une des techniques de tissage les plus difficiles au monde. Une seule couverture de chilkat peut prendre une année entière à tisser. Dans les deux techniques, de la laine de chien, de chèvre de montagne, de mouton et d'écorce de cèdre déchiquetée sont combinées pour créer des textiles présentant des motifs de lignes curvilignes. Jennie Thlunaut (en) (1892-1986), tisserande tlingite, a contribué à cette renaissance.
Les couvertures à boutons sont des couvertures en laine agrémentées de boutons de nacre portés lors de grandes occasions, comme les potlatches.

## Voir également
- Anorak
- Huipil
- Mukluk
- Ruana